# Montbrun-Lauragais
Pour les articles homonymes, voir Montbrun.
Montbrun-Lauragais est une commune française située dans le  département de la Haute-Garonne, en région Occitanie. 

## Géographie

### Localisation

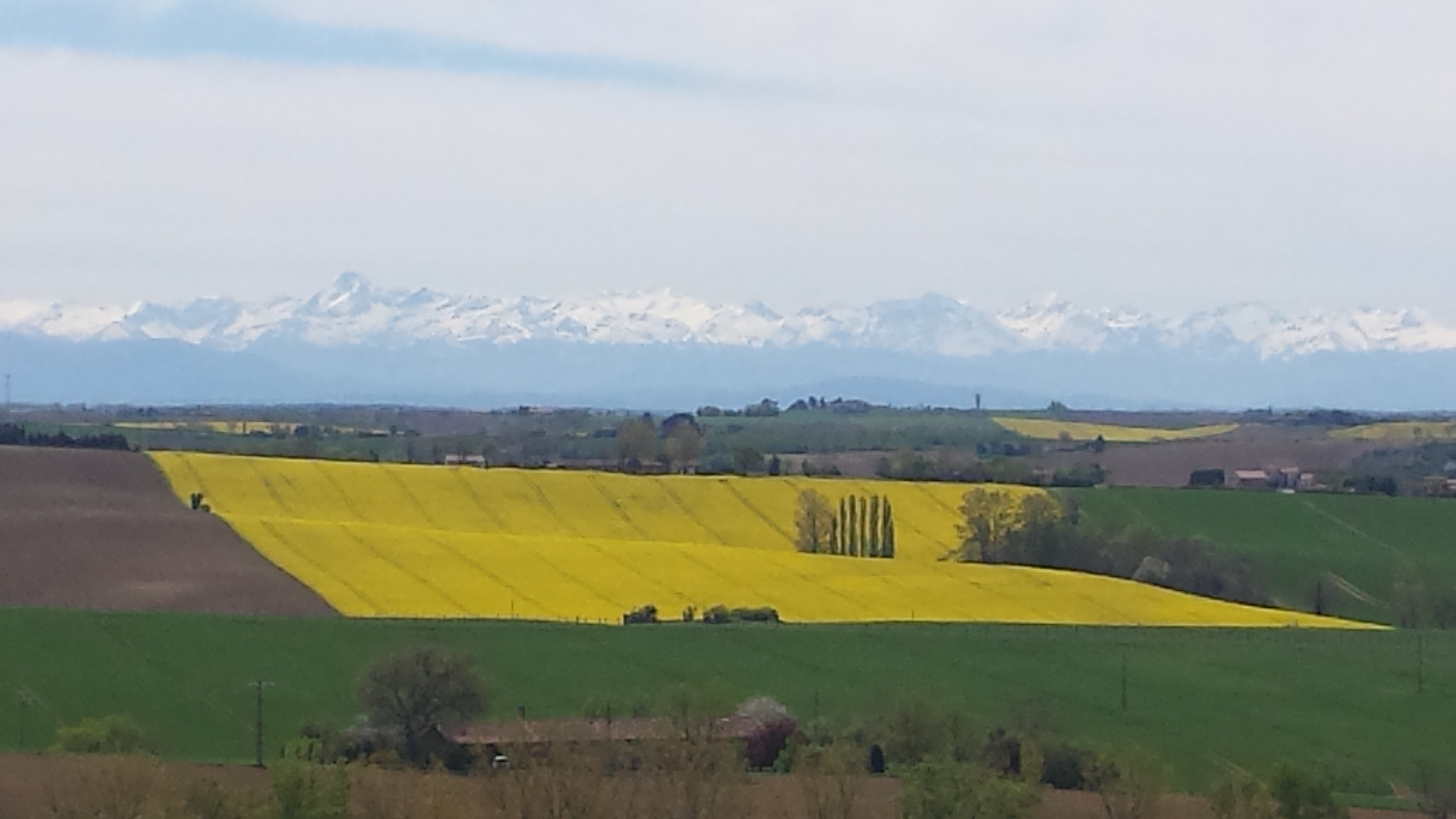
Vue sur les Pyrénées depuis la commune.

La commune  se situe à 18 km à vol d'oiseau de Toulouse, préfecture du département, et à 8 km d'Escalquens.
Sur le plan historique et culturel, Montbrun-Lauragais fait partie du pays toulousain, une ceinture de plaines fertiles entrecoupées de bosquets d'arbres, aux molles collines semées de fermes en briques roses, inéluctablement grignotée par l'urbanisme des banlieues, ainsi que dans le Lauragais, l'ancien « Pays de Cocagne », lié à la fois à la culture du pastel et à l’abondance des productions, et de « grenier à blé du Languedoc »
Montbrun-Lauragais se trouve dans l'aire d'attraction de Toulouse ainsi que dans la zone d'emploi et le bassin de vie de cette ville.

### Communes limitrophes
Les communes limitrophes sont  Corronsac, Deyme, Donneville, Espanès, Issus, Montgiscard et Pouze.
| Corronsac | Deyme              | Donneville  |
| Espanès   | Montbrun-Lauragais | Montgiscard |
| Issus     | Pouze              |             |

### Géologie et relief
La superficie de la commune est de 1 092 hectares ; son altitude varie de 175  à   284 mètres.

### Hydrographie

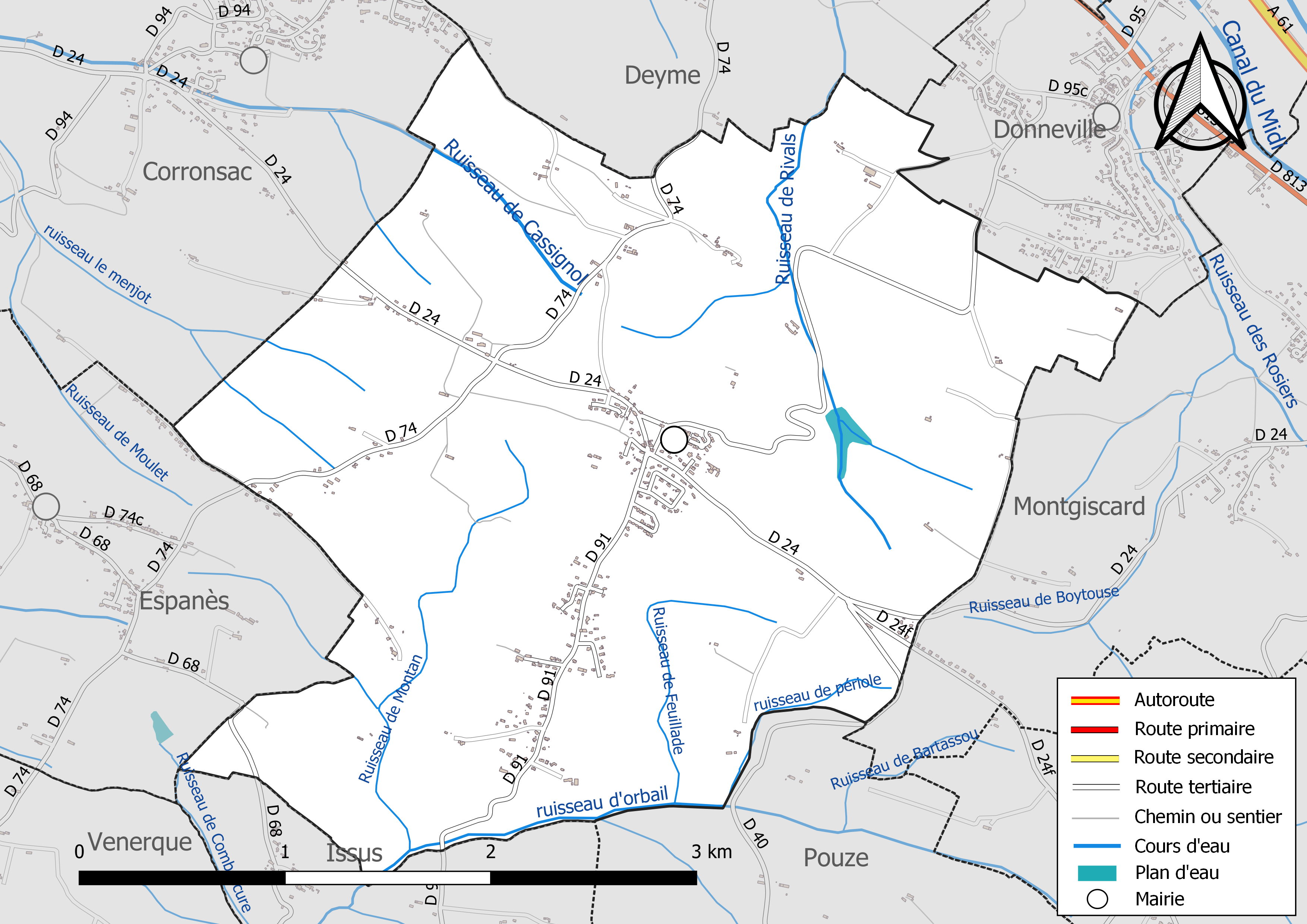
Réseaux hydrographique et routier de Montbrun-Lauragais.

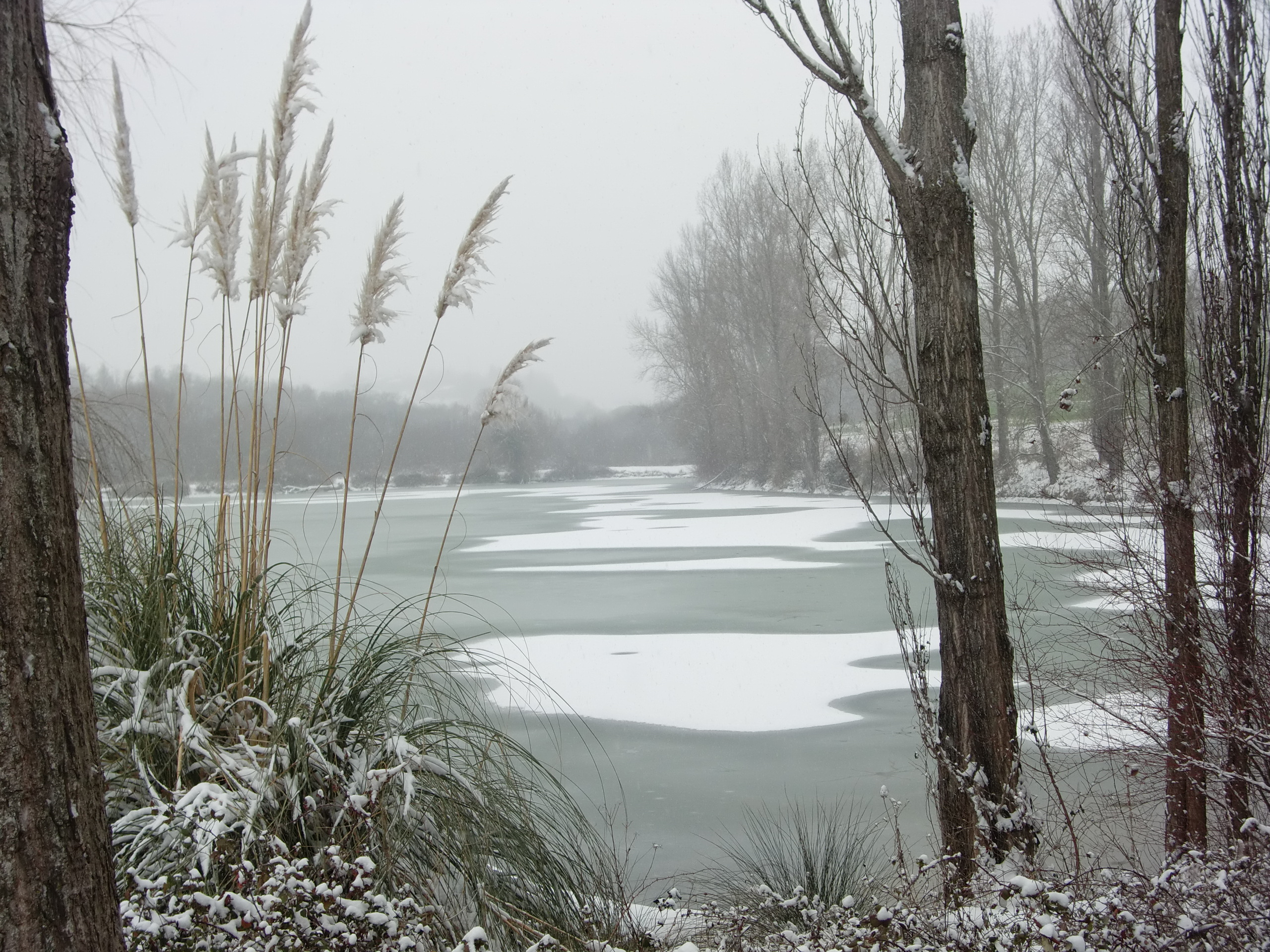
Le lac en hiver.

La commune est dans le bassin de la Garonne, au sein du bassin hydrographique Adour-Garonne. Elle est drainée par le ruisseau de Cassignol, le ruisseau de Rivals, le ruisseau d'orbail, le ruisseau de Combescure, le ruisseau de Feuillade, le ruisseau de Montan, le ruisseau de périole, le ruisseau le menjot et par divers petits cours d'eau, constituant un réseau hydrographique de 14 km de longueur totale,.
Le ruisseau de Cassignol, d'une longueur totale de 11,7 km, prend sa source dans la commune et s'écoule du sud-est vers le nord-ouest. Il traverse la commune et se jette dans l'Ariège à Portet-sur-Garonne, après avoir traversé 7 communes.
Un lac privé a été aménagé en 1974 pour servir initialement à l'irigation. Il est devenu depuis un espace naturel, lieu de détente, de promenade et de pêche,.

### Climat
Pour des articles plus généraux, voir Climat de l'Occitanie et Climat de la Haute-Garonne.
En 2010, le climat de la commune est de type climat du Bassin du Sud-Ouest, selon une étude s'appuyant sur une série de données couvrant la période 1971-2000. En 2020, Météo-France publie une typologie des climats de la France métropolitaine dans laquelle la commune est exposée à un climat océanique altéré et est dans la région climatique Aquitaine, Gascogne, caractérisée par une pluviométrie abondante au printemps, modérée en automne, un faible ensoleillement au printemps, un été chaud (19,5 °C), des vents faibles, des brouillards fréquents en automne et en hiver et des orages fréquents en été (15 à 20 jours).
Pour la période 1971-2000, la température annuelle moyenne est de 12,9 °C, avec une amplitude thermique annuelle de 15,7 °C. Le cumul annuel moyen de précipitations est de 777 mm, avec 9,9 jours de précipitations en janvier et 5,7 jours en juillet. Pour la période 1991-2020, la température moyenne annuelle observée sur la station météorologique la plus proche, située sur la commune de Cugnaux à 17 km à vol d'oiseau, est de 14,3 °C et le cumul annuel moyen de précipitations est de 635,7 mm,. Pour l'avenir, les paramètres climatiques de la commune estimés pour 2050 selon différents scénarios d'émission de gaz à effet de serre sont consultables sur un site dédié publié par Météo-France en novembre 2022.

### Milieux naturels et biodiversité
Aucun espace naturel présentant un intérêt patrimonial n'est recensé en 2021 sur la commune dans l'inventaire national du patrimoine naturel,,.

## Urbanisme

### Typologie
Au 1er janvier 2024, Montbrun-Lauragais est catégorisée commune rurale à habitat dispersé, selon la nouvelle grille communale de densité à sept niveaux définie par l'Insee en 2022.
Elle est située hors unité urbaine. Par ailleurs la commune fait partie de l'aire d'attraction de Toulouse, dont elle est une commune de la couronne,. Cette aire, qui regroupe 527 communes, est catégorisée dans les aires de 700 000 habitants ou plus (hors Paris),.

### Occupation des sols

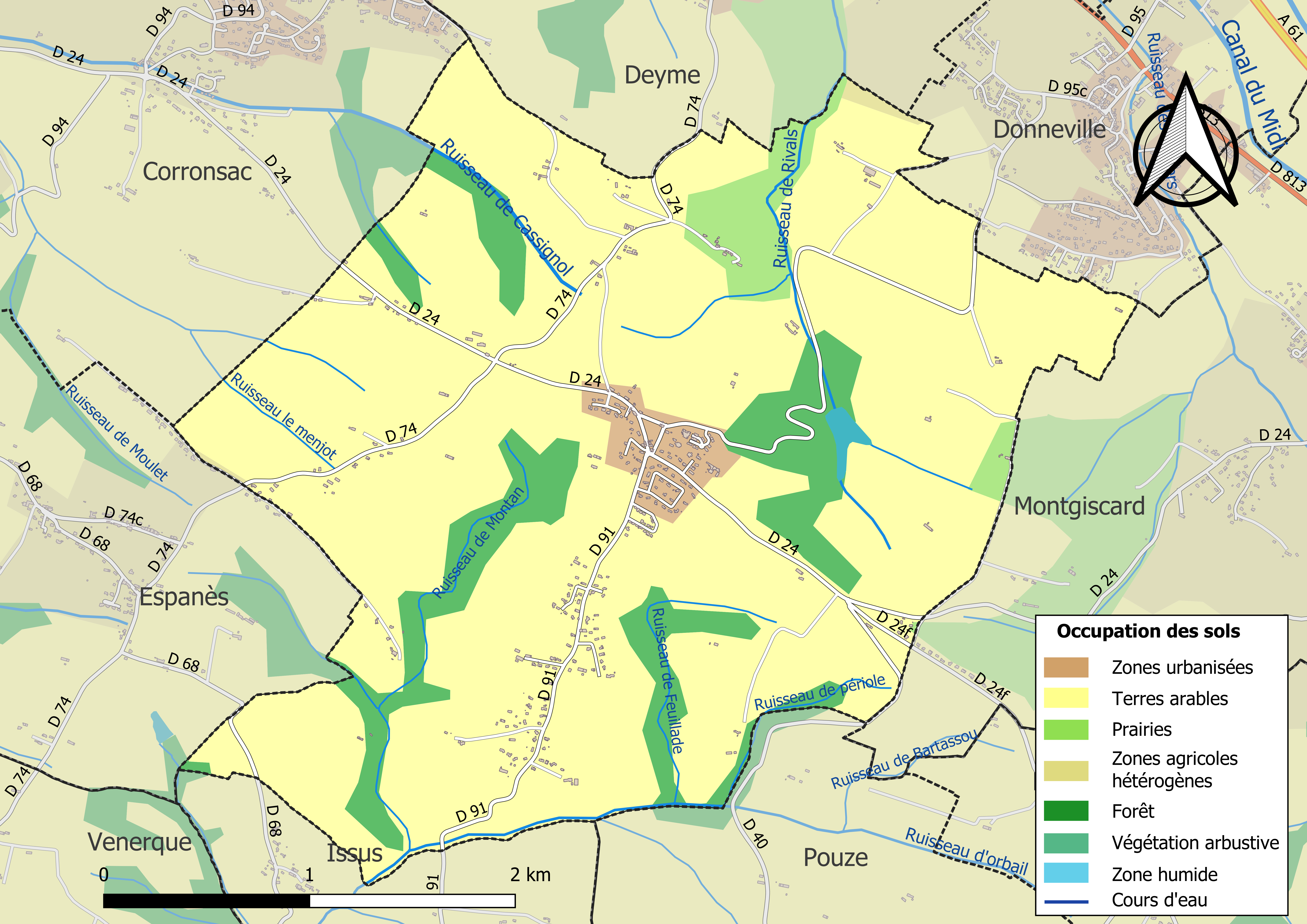
Carte des infrastructures et de l'occupation des sols de la commune en 2018 (CLC).

L'occupation des sols de la commune, telle qu'elle ressort de la base de données européenne d’occupation biophysique des sols Corine Land Cover (CLC), est marquée par l'importance des territoires agricoles (83,1 % en 2018), en diminution par rapport à 1990 (88,4 %). La répartition détaillée en 2018 est la suivante : 
terres arables (79,6 %), forêts (11,6 %), zones urbanisées (5,3 %), prairies (3,3 %), zones agricoles hétérogènes (0,3 %). L'évolution de l’occupation des sols de la commune et de ses infrastructures peut être observée sur les différentes représentations cartographiques du territoire : la carte de Cassini (XVIIIe siècle), la carte d'état-major (1820-1866) et les cartes ou photos aériennes de l'IGN pour la période actuelle (1950 à aujourd'hui).

### Habitat et logement
En 2020, le nombre total de logements dans la commune était de 283, alors qu'il était de 238 en 2015 et de 208 en 2010.
Parmi ces logements, 92,7 % étaient des résidences principales, 4 % des résidences secondaires et 3,3 % des logements vacants. Ces logements étaient pour 95,6 % d'entre eux des maisons individuelles et pour 3,7 % des appartements.
Le tableau ci-dessous présente la typologie des logements à Montbrun-Lauragais en 2020 en comparaison avec celle de la Haute-Garonne et de la France entière. Une caractéristique marquante du parc de logements est ainsi la faible proportion des résidences secondaires et logements occasionnels (4 %) par rapport au département (4,4 %) et à la France entière (9,7 %).
| Typologie                                               | Montbrun-Lauragais | Haute-Garonne | France entière |
| ------------------------------------------------------- | ------------------ | ------------- | -------------- |
| Résidences principales (en %)                           | 92,7               | 88,4          | 82,1           |
| Résidences secondaires et logements occasionnels (en %) | 4                  | 4,4           | 9,7            |
| Logements vacants (en %)                                | 3,3                | 7,2           | 8,2            |

### Voies de communication et transports
La commune est accessible par les routes départementales RD 24 et RD 91.
La ligne 202 du réseau Tisséo relie le lieu-dit Roumieu et le centre de la commune à Castanet-Tolosan, en correspondance avec le bus à haut niveau de service Linéo L6 en direction de la station Ramonville du métro de Toulouse.

### Risques naturels et technologiques
Le territoire de la commune de Montbrun-Lauragais est vulnérable à différents aléas naturels : météorologiques (tempête, orage, neige, grand froid, canicule ou sécheresse), inondations et séisme (sismicité très faible). Un site publié par le BRGM permet d'évaluer simplement et rapidement les risques d'un bien localisé soit par son adresse soit par le numéro de sa parcelle.
Certaines parties du territoire communal sont susceptibles d’être affectées par le risque d’inondation par débordement de cours d'eau, notamment le ruisseau de Cassignol. La commune a été reconnue en état de catastrophe naturelle au titre des dommages causés par les inondations et coulées de boue survenues en 1982, 1999 et 2009,.

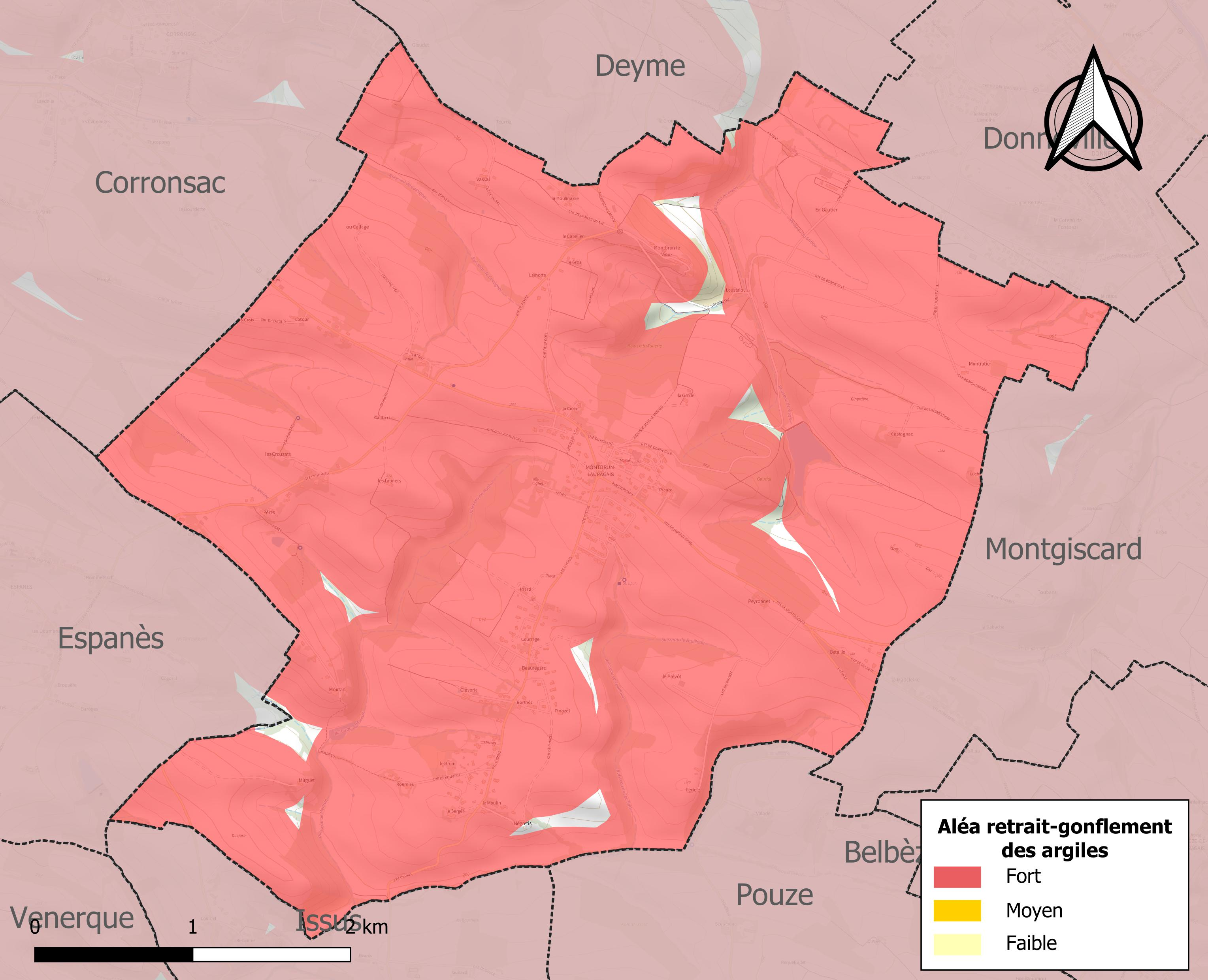
Carte des zones d'aléa retrait-gonflement des sols argileux de Montbrun-Lauragais.

Le retrait-gonflement des sols argileux est susceptible d'engendrer des dommages importants aux bâtiments en cas d’alternance de périodes de sécheresse et de pluie. 98 % de la superficie communale est en aléa moyen ou fort (88,8 % au niveau départemental et 48,5 % au niveau national). Sur les 252 bâtiments dénombrés sur la commune en 2019, 252 sont en aléa moyen ou fort, soit 100 %, à comparer aux 98 % au niveau départemental et 54 % au niveau national. Une cartographie de l'exposition du territoire national au retrait gonflement des sols argileux est disponible sur le site du BRGM,.
Par ailleurs, afin de mieux appréhender le risque d’affaissement de terrain, l'inventaire national des cavités souterraines permet de localiser celles situées sur la commune.
Concernant les mouvements de terrains, la commune a été reconnue en état de catastrophe naturelle au titre des dommages causés par la sécheresse en 1998, 2002, 2003 et 2016 et par des mouvements de terrain en 1999.

## Toponymie

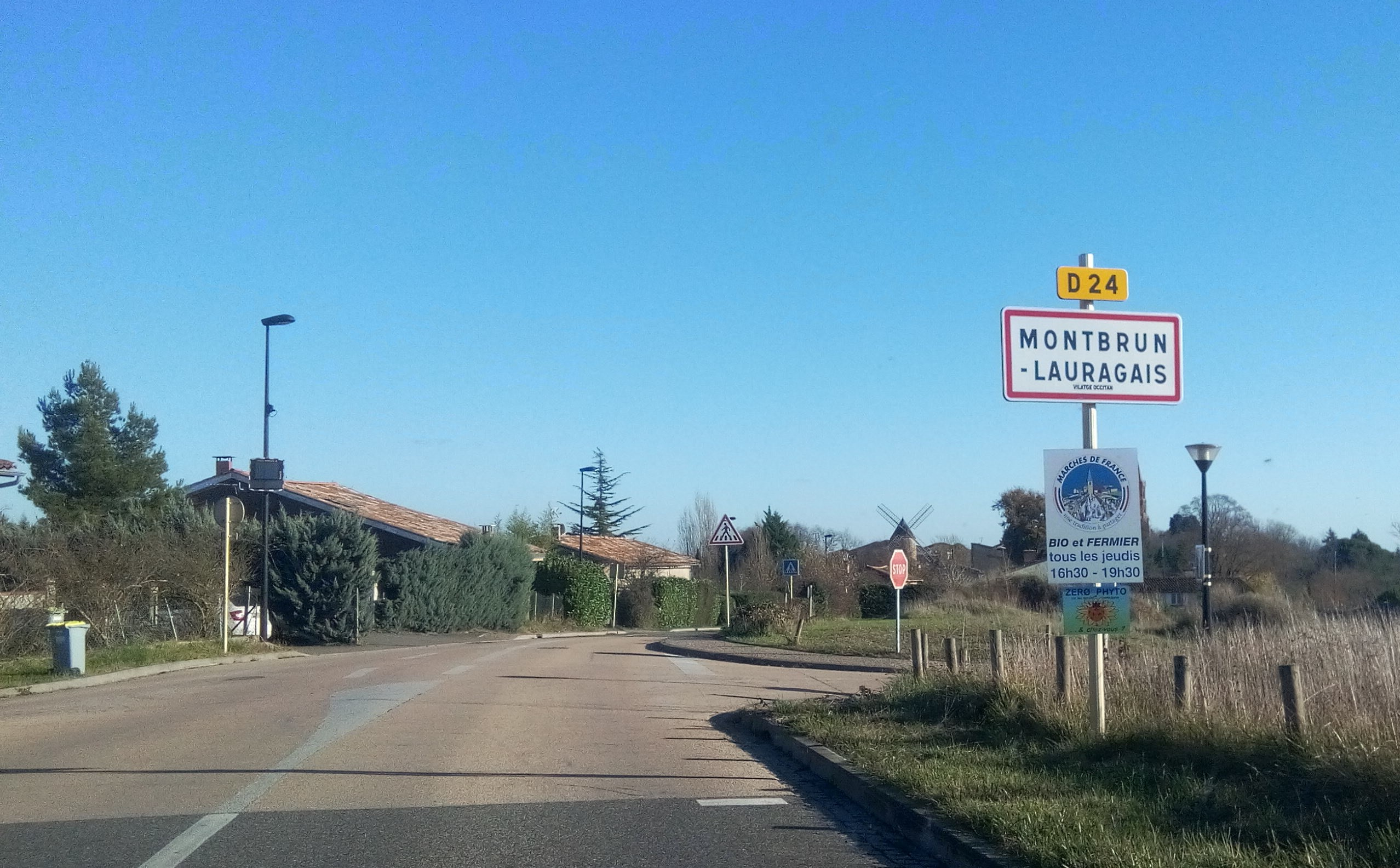
L'entrée du village.

## Histoire
Historique des peuplements et des églises de Montbrun-Lauragais.

## Politique et administration

### Rattachements administratifs et électoraux

#### Rattachements administratifs
La commune se trouve depuis 1926 dans l'arrondissement de Toulouse du département de la Haute-Garonne.
Elle faisait partie depuis 1793 du canton de Montgiscard. Dans le cadre du redécoupage cantonal de 2014 en France, cette circonscription administrative territoriale a disparu, et le canton n'est plus qu'une circonscription électorale.

#### Rattachements électoraux
Pour les élections départementales, la commune fait partie depuis 2014 du canton d'Escalquens.
Pour l'élection des députés, elle fait partie de la dixième circonscription de la Haute-Garonne.

### Intercommunalité
Montbrun-Lauragais est membre de la communauté d'agglomération dénommée Sicoval, un établissement public de coopération intercommunale (EPCI) à fiscalité propre créé initialement en 1975 et auquel la commune a transféré un certain nombre de ses compétences, dans les conditions déterminées par le code général des collectivités territoriales.

### Administration municipale
Le nombre d'habitants de la commune  étant compris entre 500 habitants et 1 499 habitants, le nombre de membres du conseil municipal  est de quinze, y compris le maire et ses adjoints.

### Liste des maires
| Période                                  | Période                        | Identité          | Étiquette | Qualité                                                            |
| ---------------------------------------- | ------------------------------ | ----------------- | --------- | ------------------------------------------------------------------ |
| Les données manquantes sont à compléter. |                                |                   |           |                                                                    |
|                                          |                                |                   |           |                                                                    |
| 1881                                     | 1885                           | Hypolyte Galibert |           | Démissionnaire pour devenir juge de paix du canton de Montgiscard. |
|                                          |                                |                   |           |                                                                    |
| avant 1981                               | mars 2001                      | René Hébrard      | DVG       |                                                                    |
| mars 2001                                | juillet 2020                   | Gérard Bolet      | DVG       | Fonctionnaire                                                      |
| juillet 2020                             | avril 2023,                    | Laurent Braak     | DVG       | Cadre retraité Démissionnaire                                      |
| avril 2023                               | En cours (au 30 novembre 2023) | Didier Bigeonneau |           | Cadre retraité                                                     |

## Équipements et services publics
La commune dispose d'un marché forain bio, qui se tient depuis 2002 les jeudis de 16 h 360 à 19 h 30.

### Enseignement

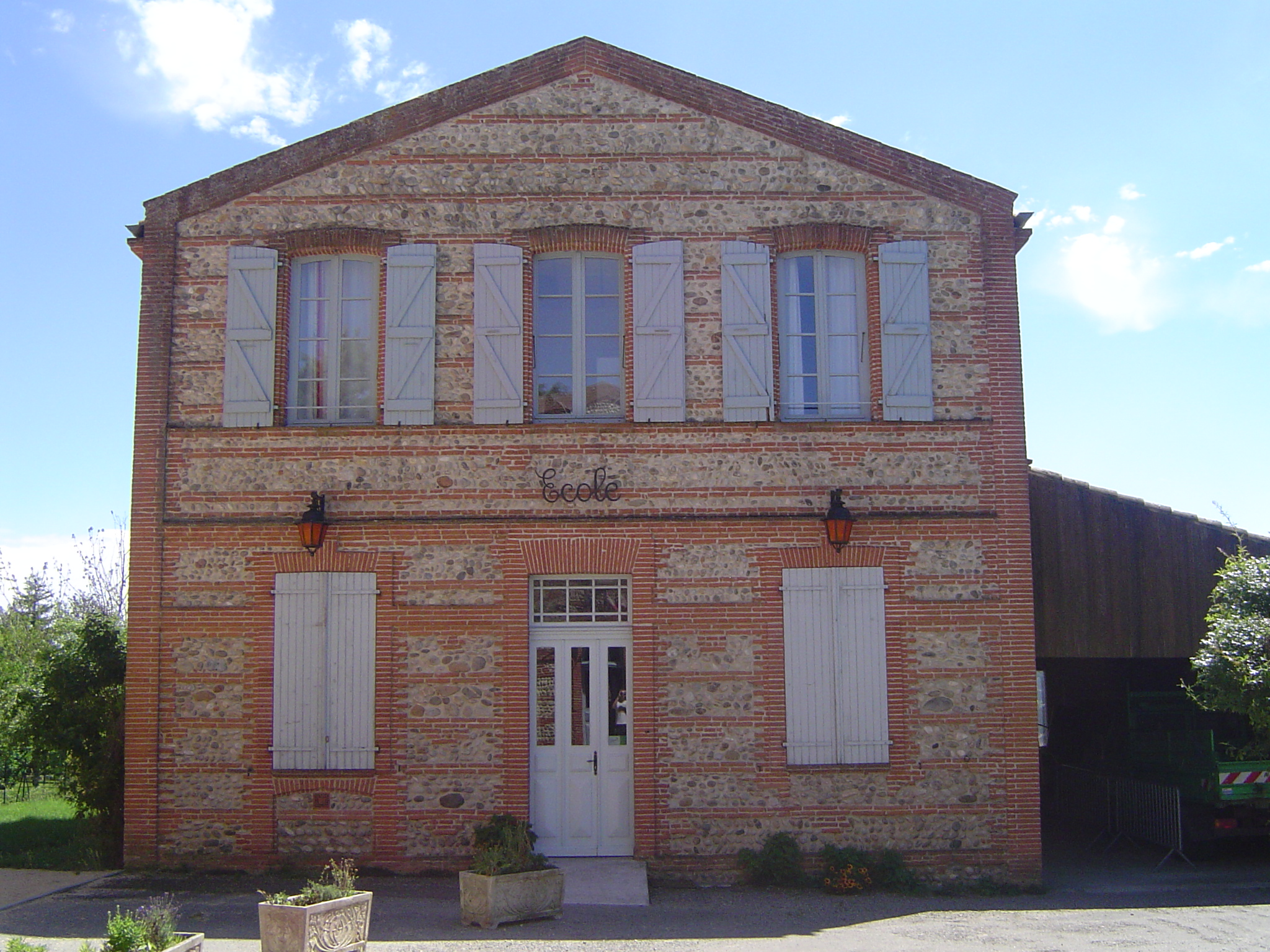
Vue de l'ancienne école de Montbrun-Lauragais.

Montbrun-Lauragais fait partie de l'académie de Toulouse.
Un Regroupement pédagogique intercommunal existe avec le village de Corronsac, l'enseignement maternelle est dispensé à Montbrun-Lauragais, l'enseignement primaire à Corronsac.
Le collège de secteur est situé à Ayguesvives, le lycée de secteur est le Lycée Bellevue.

### Équipements culturels
Bibliothèque

## Population  et société
Les habitants sont appelés les Montbrunois Lauragiens ou  Les Montbrunoises Lauragiennes.

### Démographie
L'évolution du nombre d'habitants est connue à travers les recensements de la population effectués dans la commune depuis 1793. Pour les communes de moins de 10 000 habitants, une enquête de recensement portant sur toute la population est réalisée tous les cinq ans, les populations de référence des années intermédiaires étant quant à elles estimées par interpolation ou extrapolation. Pour la commune, le premier recensement exhaustif entrant dans le cadre du nouveau dispositif a été réalisé en 2004.

En 2022, la commune comptait 711 habitants, en évolution de +20,51 % par rapport à 2016 (Haute-Garonne : +8,02 %, France hors Mayotte : +2,11 %).
| 1793 | 1800 | 1806 | 1821 | 1831 | 1836 | 1841 | 1846 | 1851 |
| ---- | ---- | ---- | ---- | ---- | ---- | ---- | ---- | ---- |
| 405  | 426  | 401  | 402  | 425  | 435  | 423  | 400  | 379  |

| 1856 | 1861 | 1866 | 1872 | 1876 | 1881 | 1886 | 1891 | 1896 |
| ---- | ---- | ---- | ---- | ---- | ---- | ---- | ---- | ---- |
| 371  | 381  | 379  | 339  | 340  | 352  | 348  | 370  | 331  |

| 1901 | 1906 | 1911 | 1921 | 1926 | 1931 | 1936 | 1946 | 1954 |
| ---- | ---- | ---- | ---- | ---- | ---- | ---- | ---- | ---- |
| 313  | 308  | 308  | 272  | 271  | 257  | 262  | 238  | 259  |

| 1962 | 1968 | 1975 | 1982 | 1990 | 1999 | 2004 | 2006 | 2009 |
| ---- | ---- | ---- | ---- | ---- | ---- | ---- | ---- | ---- |
| 201  | 190  | 201  | 253  | 360  | 485  | 538  | 541  | 553  |

| 2014 | 2019 | 2022 | - | - | - | - | - | - |
| ---- | ---- | ---- | - | - | - | - | - | - |
| 586  | 654  | 711  | - | - | - | - | - | - |

Montbrun-Lauragais est une commune rurale qui a connu une forte hausse de la population depuis 1975
| selon la population municipale des années : | 1968 | 1975 | 1982 | 1990 | 1999 | 2006 | 2009 | 2013 |
| Rang de la commune dans le département      | 263  | 298  | 250  | 244  | 216  | 216  | 218  | 218  |
| Nombre de communes du département           | 592  | 582  | 586  | 588  | 588  | 588  | 589  | 589  |

### Manifestations culturelles et festivités
Chaque année se tient un concours de nouvelles en français et en occitan organisé par l'association de bibliothèques « Le Lecteur du Val », dont la bibliothèque de Montbrun-Lauragais fait partie.

### Sports et loisirs
Chasse, pétanque, tennis, randonnée pédestre,

### Écologie et recyclage
La collecte et le traitement des déchets des ménages et des déchets assimilés ainsi que la protection et la mise en valeur de l'environnement se font dans le cadre du Sicoval.

## Économie

### Revenus
En 2018  (données Insee publiées en septembre 2021), la commune compte 244 ménages fiscaux, regroupant 682 personnes. La médiane du revenu disponible par unité de consommation est de 28 470 € (23 140 € dans le département).

### Emploi
|                | 2008  | 2013  | 2018  |
| -------------- | ----- | ----- | ----- |
| Commune        | 3,9 % | 3,7 % | 4,5 % |
| Département    | 7,7 % | 9,6 % | 9,3 % |
| France entière | 8,3 % | 10 %  | 10 %  |

En 2018, la population âgée de 15 à 64 ans s'élève à 430 personnes, parmi lesquelles on compte 76,6 % d'actifs (72,1 % ayant un emploi et 4,5 % de chômeurs) et 23,4 % d'inactifs,. Depuis 2008, le taux de chômage communal (au sens du recensement) des 15-64 ans est inférieur à celui de la France et du département.
La commune fait partie de la couronne de l'aire d'attraction de Toulouse, du fait qu'au moins 15 % des actifs travaillent dans le pôle,. Elle compte 58 emplois en 2018, contre 46 en 2013 et 29 en 2008. Le nombre d'actifs ayant un emploi résidant dans la commune est de 317, soit un indicateur de concentration d'emploi de 18,3 % et un taux d'activité parmi les 15 ans ou plus de 67 %.
Sur ces 317 actifs de 15 ans ou plus ayant un emploi, 23 travaillent dans la commune, soit 7 % des habitants. Pour se rendre au travail, 92,4 % des habitants utilisent un véhicule personnel ou de fonction à quatre roues, 1,2 % les transports en commun, 3,3 % s'y rendent en deux-roues, à vélo ou à pied et 3,1 % n'ont pas besoin de transport (travail au domicile).

### Activités hors agriculture
44 établissements sont implantés  à Montbrun-Lauragais au 31 décembre 2019. Le tableau ci-dessous en détaille le nombre par secteur d'activité et compare les ratios avec ceux du département,.
| Secteur d'activité                                                                                        | Commune | Commune | Département |
| Secteur d'activité                                                                                        | Nombre  | %       | %           |
| --- | ------- | ------- | ----------- |
| Ensemble                                                                                                  | 44      | 100 %   | (100 %)     |
| Industrie manufacturière, industries extractives et autres                                                | 3       | 6,8 %   | (5,7 %)     |
| Construction                                                                                              | 5       | 11,4 %  | (12 %)      |
| Commerce de gros et de détail, transports, hébergement et restauration                                    | 7       | 15,9 %  | (25,9 %)    |
| Information et communication                                                                              | 1       | 2,3 %   | (4,1 %)     |
| Activités financières et d'assurance                                                                      | 2       | 4,5 %   | (3,8 %)     |
| Activités immobilières                                                                                    | 2       | 4,5 %   | (4,2 %)     |
| Activités spécialisées, scientifiques et techniques et activités de services administratifs et de soutien | 15      | 34,1 %  | (19,8 %)    |
| Administration publique, enseignement, santé humaine et action sociale                                    | 5       | 11,4 %  | (16,6 %)    |
| Autres activités de services                                                                              | 4       | 9,1 %   | (7,9 %)     |

Le secteur des activités spécialisées, scientifiques et techniques et des activités de services administratifs et de soutien est prépondérant sur la commune puisqu'il représente 34,1 % du nombre total d'établissements de la commune (15 sur les 44 entreprises implantées  à Montbrun-Lauragais), contre 19,8 % au niveau départemental.

### Agriculture
La commune est dans le Lauragais, une petite région agricole occupant le nord-est du département de la Haute-Garonne, dont les coteaux portent des grandes cultures en sec avec une dominante blé dur et tournesol. En 2020, l'orientation technico-économique de l'agriculture  sur la commune est la culture de céréales et/ou d'oléoprotéagineuses.
|               | 1988 | 2000 | 2010 | 2020 |
| ------------- | ---- | ---- | ---- | ---- |
| Exploitations | 16   | 12   | 10   | 10   |
| SAU (ha)      | 846  | 593  | 351  | 468  |

Le nombre d'exploitations agricoles en activité et ayant leur siège dans la commune est passé de 16 lors du recensement agricole de 1988  à 12 en 2000 puis à 10 en 2010 et enfin à 10 en 2020, soit une baisse de 37 % en 32 ans. Le même mouvement est observé à l'échelle du département qui a perdu pendant cette période 57 % de ses exploitations,. La surface agricole utilisée sur la commune a également diminué, passant de 846 ha en 1988 à 468 ha en 2020. Parallèlement la surface agricole utilisée moyenne par exploitation a baissé, passant de 53 à 47 ha.

## Culture locale et patrimoine

### Lieux et monuments
- L'ancien moulin à vent de Vignasse  Inscrit MH (1965, extérieur)[49], au cœur du village, datant de 1680 restauré en 2000, l'un des mieux conservés du Lauragais[50].
- Église Saint-Michel.
- Château de Montbrun, Château disparu de Montbrun-le-Vieux, près de l'église Saint-Michel, qui appartenait à une famille éponyme qui devint cathare. Le fief a été confisqué et réuni à celui de Roqueville au XIIIe siècle par le roi de France qui les donna à l'évêque de Toulouse[51].

Plaine
- Château de Montbrun-Lauragais, château moderne en ruines construit en briques par Jean-Baptiste de Senaux, membre du Parlement de Toulouse (1560) et dont les fils et petits fils sont eux aussi membres de ce parlement. Devenu bien national en 1794, le château change de propriétaire à plusieurs reprises, il est abandonné et pillé depuis une cinquantaine d'années.

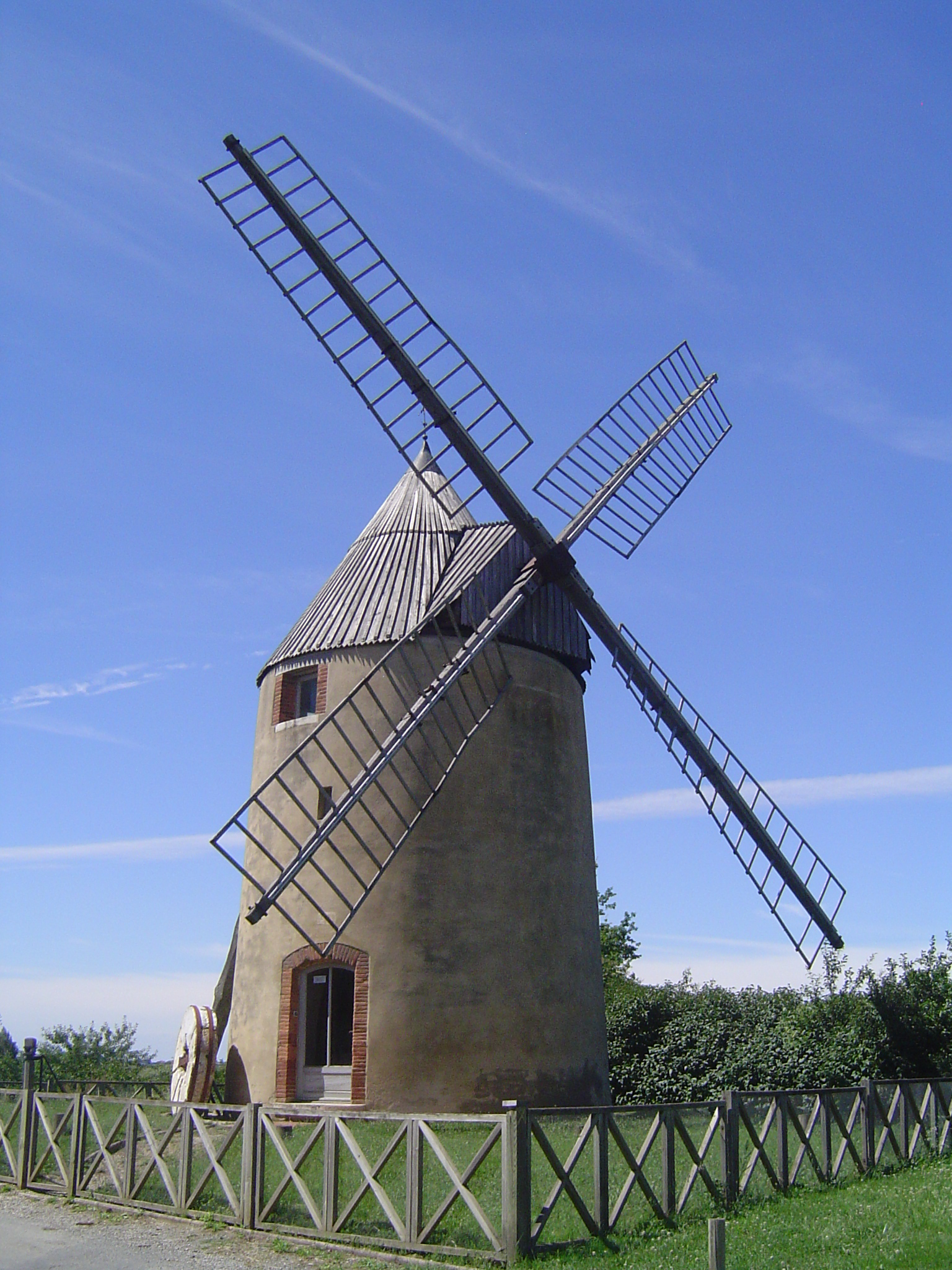
Moulin à vent de Vignasse.
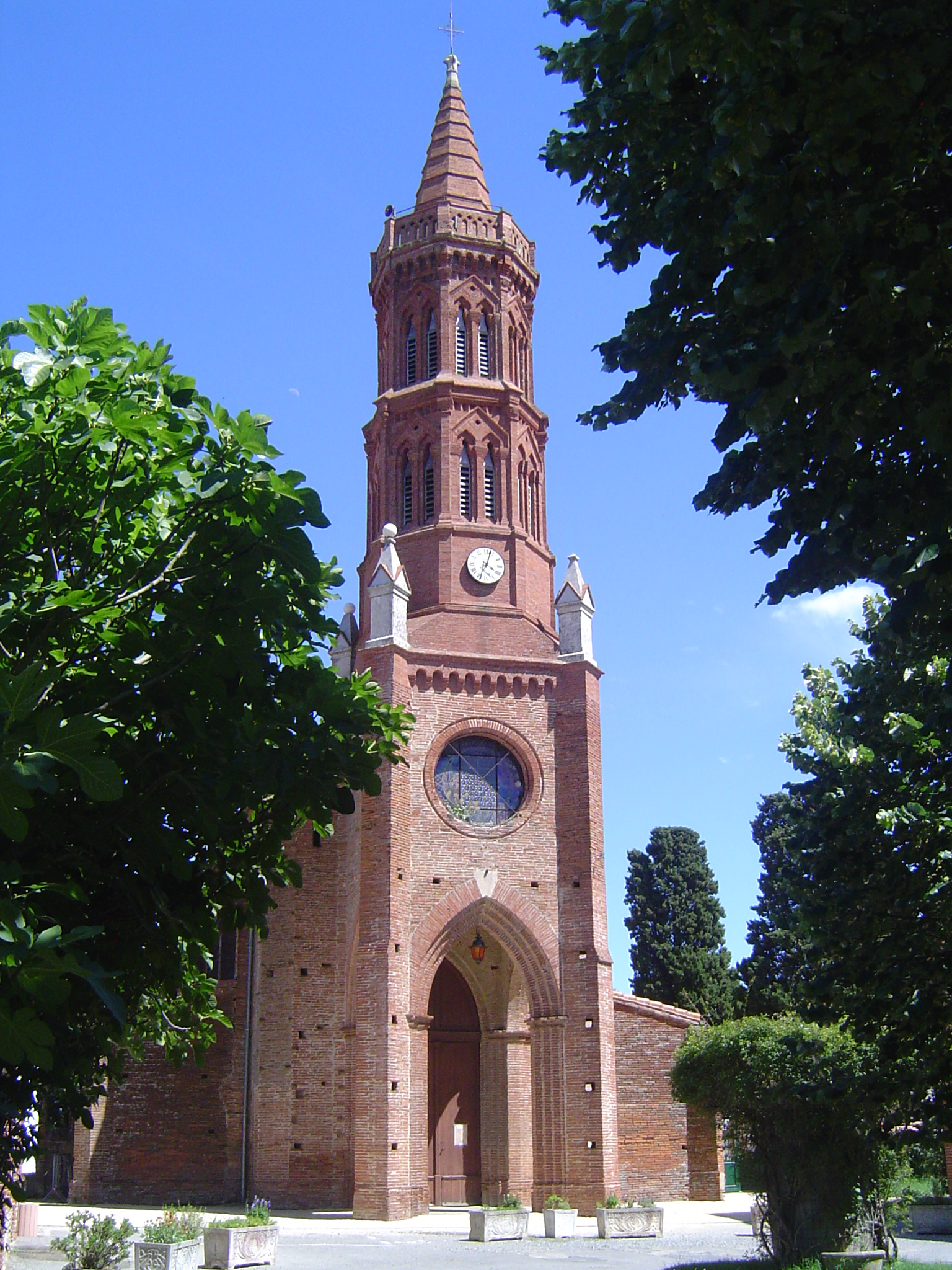
L'église Saint-Michel.
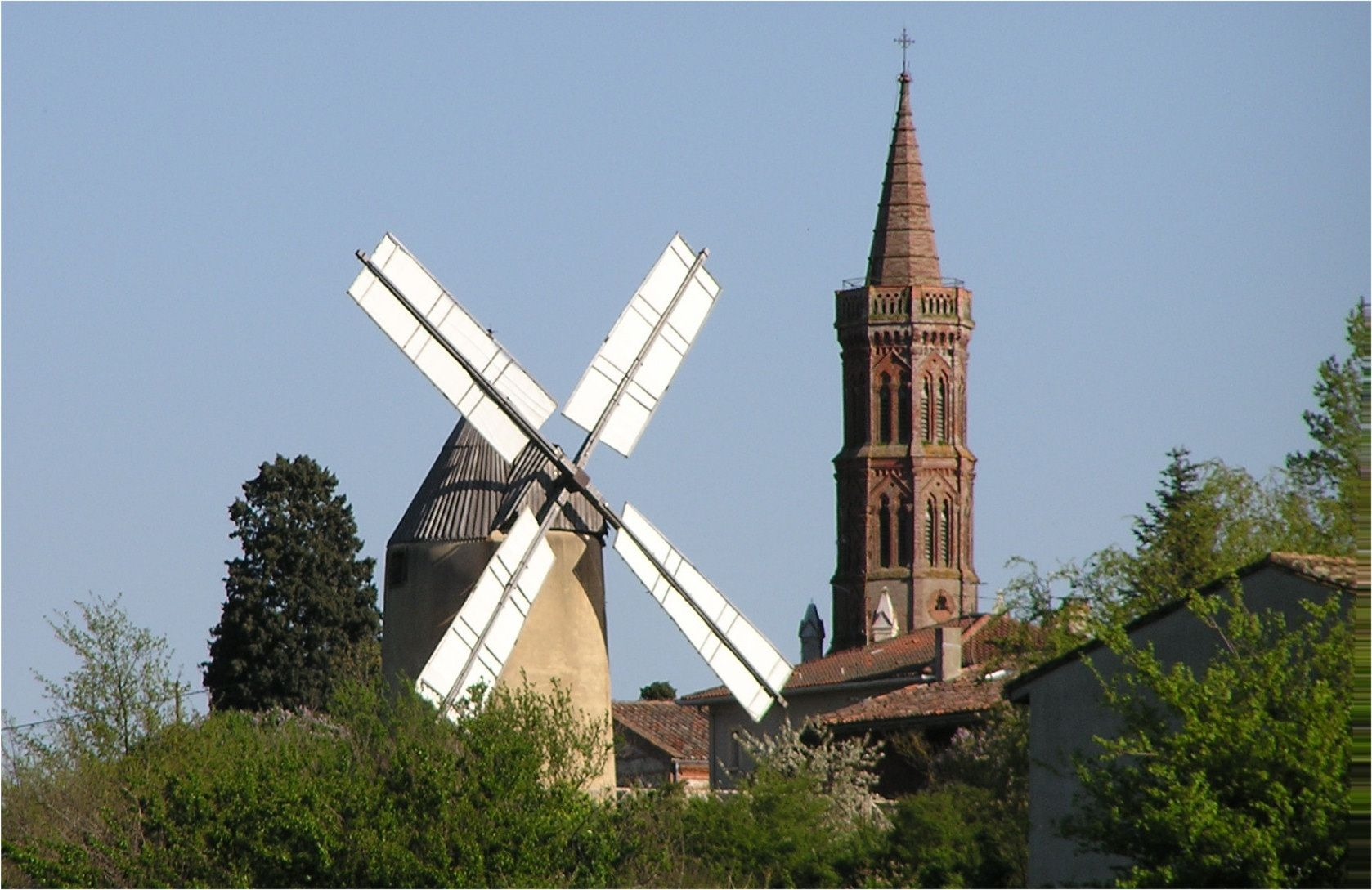
Le moulin et l'église.

### Héraldique
| Blason de Montbrun-Lauragais | Blason  | De sable chapé d'argent.                         |
| Blason de Montbrun-Lauragais | Détails | Le statut officiel du blason reste à déterminer. |
| Blason de Montbrun-Lauragais | Alias   | Nouveau blason                                   |

## Pour approfondir